# Sahel (Burkina Faso)
Pour les articles homonymes, voir Sahel (homonymie).
Liptako, anciennement appelée Sahel, est l’une des 17 régions administratives du Burkina Faso, selon le découpage territorial révisé adopté le 2 juillet 2025. Elle est située au nord du pays et a pour chef-lieu la ville de Dori.

## Situation
La région du Sahel s'étend au nord-est du pays, elle est limitrophe de trois régions burkinabè du sud-est à l'ouest, elle est frontalière de trois régions maliennes au nord et d'une région nigérienne à l'est.
| Douentza    | Tombouctou      | Gao       |
| Nord        | Région du Sahel | Tillabéri |
| Centre-Nord | Centre-Nord     | Est       |

## Histoire
La région a été administrativement créée le 2 juillet 2001, en même temps que 12 autres.
Avant le 2 juillet 2025, la région porte le nom de Sahel. À cette date, une réforme administrative entraîne sa subdivision en deux régions distinctes. Celle-ci reprend le nom historique de Liptako, dans une volonté de valoriser des dénominations à caractère endogène,.
Le toponyme Liptako est formé de deux éléments issus de la langue fulfulde: «Liba», qui signifie «terrasser», et «ta-a-ko», qui signifie «on ne peut pas».

## Provinces
La région du Sahel comprend 4 provinces :
- l'Oudalan,
- le Séno,
- le Soum,
- le Yagha.

## Démographie
Population :
- 837 420 habitants en 2002.
- 1 158 147 habitants en 2012.

## Administration
Le chef-lieu de la région est établi à Dori.
Depuis juin 2016, la région est dirigée par le gouverneur Peguy Yacinthe Yoda.